# Lerbäckstjärnen, Dalarna
Lerbäckstjärnen är en sjö i Vansbro kommun i Dalarna och ingår i Dalälvens huvudavrinningsområde.